# Phallales
Phallales es un orden de hongos perteneciente a la clase Agaricomycetes, (dentro de basidiomicetes), que coincide en gran medida con el antiguo clado gomphoide-phaloide. Antiguamente, este orden sólo incluía a los hongos-falo (familia Phallaceae), pero, basándose en análisis del ADN, fue ampliado para que incluyera otras familias. Se sitúan dentro del grupo artificial de los gasteromycetes, con basidiocarpo de desarrollo angiocárpico (la misma forma desde su inicio) y tienen una gleba mucilaginosa.  También son llamados hongos en flor o huevos del diablo. En zonas cálidas tienen mucho color. Un ejemplo característico es Clatrus archeri.
A este grupo pertenecen las familias Phallaceae, Claustulaceae y Gastrosporiaceae —así como el género incertae sedis Saprogaster—, abarcando un total de 27 géneros y 89 especies.